# Moon Seon-min
Moon Seon-min, född 9 juni 1992, är en sydkoreansk fotbollsspelare som spelar för Sangju Sangmu på lån från Jeonbuk Hyundai Motors. 
Moon kom till Sverige och Östersunds FK våren 2012 från Nike Academy, där han var en av pristagarna i Nikes världsomspännande tävling The Chance. Han valde efter säsongen 2013 att lämna ÖFK på grund av hemlängtan. I februari 2014 återvände han dock till Östersunds FK.
Kring mitten av juli 2015 blev Moon klar för den allsvenska klubben Djurgårdens IF som efter ha sålt Martin Broberg och fått Haris Radetinac långtidsskadad behövde en ny mittfältare. Inför säsongen 2016 skrev han ett treårskontrakt med Djurgården. Efter säsongen 2016 valde Moon att lämna Djurgården och flytta hem till Sydkorea.

## Statistik
Matcher & mål i Östersunds FK:
- 2013: 25 / 2
- 2014: 25 / 5
- 2015: 16 / 1 (vår-sommar), per den 19 juli 2015

Matcher & mål i Djurgårdens IF:
- 2015: 0 / 0 (sommar-höst), per den 19 juli 2015